# 완벽한 결혼의 정석
《완벽한 결혼의 정석》은 2023년 10월 28일부터 2023년 12월 3일까지 방송된 MBN 토일 드라마이다. 여자 주인공 한이주는 죽음과 회귀 이후 , 남편과 가족에게 복수하기 위해 계약 결혼을 선택한다. 남자 주인공 서도국은 한이주를 아내로 맞이하기 위해 계약 결혼을 연기한다. 이 둘을 중심으로 펼쳐지는 로맨스 복수극 드라마이다.

## 제작진
- 제작사: 지담스튜디오
- 제작: 안형조
- 극본: 임서라[※KBS 2TV 수목 드라마 《죽어도 좋아》(집필) 집필]
- 연출: 오상원

## 등장 인물

### 주요 인물
- 성훈: 서도국(남, 33세) 역 - 인테리어 플랫폼 회사 대표. 한이주의 복수를 위해 그녀와 결혼
- 정유민: 한이주(여, 31세) 역 - 회귀한 주인공. 화가, 한유라의 양언니. 유세혁 전처. 진웅의 친딸
- 진지희: 한유라(여, 28세) 역 - 갤러리 '더한' 수석 갤러리스트. 사랑스러운 외모에 솔직하고 발랄한 성격. 이정혜 친딸. 한이주 양여동생. 진웅의 양딸.
- 강신효: 서정욱(남, 38세) 역 - 태자건설 부사장. 서도국 이복 형. 차연화 의붓아들. 이태자 친손자
- 오승윤: 유세혁(남, 32세) 역 - 서도국의 회사 비서실장, 한울금융그룹 한진웅 회장네 운전기사, 유현철의 아들. 한이주 전 남편. 한유라 불륜 상대

### 한울금융그룹 사람들(한이주 가족)
- 이민영: 이정혜(여, 50세) 역 - 한울금융그룹 임원 겸 갤러리 '더한' 대표, 한유라 어머니. 한이주 양어머니. 한진웅 아내
- 전노민: 한진웅 (남, 60대 초반) 역 - 한울금융그룹 회장, 이정혜 남편, 한이주 친아버지. 한유라 양아버지
- 이병준: 한운재 (남, 80대 초반) 역 - 한진웅 아버지, 이정혜 시아버지. 한이주 친할아버지. 한유라 양할아버지

### 태자그룹 사람들(서도국 가족)
- 반효정: 이태자(여, 80대 초반) 역 - 태자그룹 회장, 서정욱 & 서도국 & 서도나 친할머니. 서영균 어머니. 차연화 시어머니
- 김응수: 서영균(남, 60대 중반) 역 - 태자건설 사장, 연화의 남편. 태자의 아들. 서정욱 & 서도국 & 서도나 아버지. 변재호 장인
- 이미숙: 차연화(여, 50대 후반) 역 - 하고 싶은 말은 해야 하는 성격, 서정욱 새어머니. 서도국 & 서도나 어머니. 서영균 아내. 이태자 며느리. 변재호 장모
- 오하늬: 서도나(여, 28세) 역 - 서정욱 & 서도국 여동생, 서영균 & 차연화의 딸. 이태자 손녀. 변재호 아내

### 서도국 회사 사람들
- 이명훈: 변재호(남, 31세) 역 - 서도국 비서, 서도나 남편. 서영균 & 차연화의 사위. 서정욱 & 서도국 처남. 이태자 손녀 사위
- 이원희: 김선권(남, 33세) 역 - 서도국 회사 부대표, 서도국 친구

### 유세혁 가족
- 김예령: 최재숙(여, 60대) 역 - 유세혁 & 유세희 어머니, 한진웅 & 이정혜 전 사돈. 한이주 전 시어머니
- 송수이: 유세희(여, 28세) 역 - 허황된 꿈을 꾸는 백수, 재벌집 딸 서도나와 인플루언서 한유라를 선망한다. 유세혁 여동생. 최재숙 딸. 한이주 전 시누이

### 그 외 인물
- 이다해: 안수진(여, 31세) 역 - 가쉽 전문 기자, 도국서 사촌 여동생이자 털털한 성품을 가진 의리파. 과거 학창 시절 한이주의 도움을 받아 이주에 대한 속정이 있는 인물
- 도유: 김재원 (남, 31세) 역 - 이정혜 비서, 지략이 있고 입까지 무거워 정혜가 신뢰하는 인물
- 진희경: 제이미역 - 이주의 친어머니
- 김정태: 조동수 역

### 기타 인물
- 이주미: 이금영 역
- 김중연

## 시청률
최저 시청률과 최고 시청률은 시청률 조사회사와 지역별로 시청률에 차이가 있을 수 있습니다.
| 2023년 | 2023년    | 2023년     | 2023년     | 2023년 |
| 회차   | 방송일    | AGB 시청률 | AGB 시청률 |        |
| 회차   | 방송일    | 한국(전국) | 수도권     |        |
| ------ | --------- | ---------- | ---------- | ------ |
| 제1회  | 10월 28일 | 1.069%     | -          |        |
| 제2회  | 10월 29일 | 1.856%     | -          |        |
| 제3회  | 11월 4일  | -          | -          |        |
| 제3회  | 11월 4일  | 1.926%     | 2.240%     |        |
| 제4회  | 11월 5일  | 2.237%     | -          |        |
| 제4회  | 11월 5일  | 2.167%     | -          |        |
| 제5회  | 11월 11일 | -          | -          |        |
| 제5회  | 11월 11일 | 1.586%     | -          |        |
| 제6회  | 11월 12일 | -          | -          |        |
| 제6회  | 11월 12일 | 1.804%     | -          |        |
| 제7회  | 11월 18일 | -          | -          |        |
| 제7회  | 11월 18일 | 1.767%     | -          |        |
| 제8회  | 11월 19일 | 1.931%     | -          |        |
| 제8회  | 11월 19일 | 2.331%     | 1.429%     |        |
| 제9회  | 11월 25일 | -          | -          |        |
| 제9회  | 11월 25일 | 2.538%     | 1.787%     |        |
| 제10회 | 11월 26일 | 2.086%     | 1.867%     |        |
| 제10회 | 11월 26일 | 2.407%     | 1.912%     |        |
| 제11회 | 12월 2일  | -          | 1.955%     |        |
| 제11회 | 12월 2일  | 2.943%     | 2.726%     |        |
| 제12회 | 12월 3일  | -          | -          |        |
| 제12회 | 12월 3일  | 2.420%     | 1.954%     |        |

## 같이 보기
- 대한민국의 텔레비전 드라마 목록 (ㅇ)
- 2023년 대한민국의 텔레비전 드라마 목록